# Wahlkreis Caernarfon (House of Commons)
Der Wahlkreis Caernarfon (bis 1950: Wahlkreis Caernarvon Boroughs; von 1950 bis 1983: Wahlkreis Caernarvon) war ein Wahlkreis (englisch constituency) für die Wahl eines Abgeordneten des britischen Unterhauses (House of Commons).

## Ergebnisse

### Parlamentswahl 1918
| Kandidaten           | Kandidaten         | Parteien      | Stimmen | %    |
| -------------------- | ------------------ | ------------- | ------- | ---- |
|                      | David Lloyd George | Liberal Party | 13.993  | 92,7 |
|                      | Austin Harrison    | unabhängig    | 1.095   | 7,3  |
| Gesamt               | Gesamt             | Gesamt        | 15.088  | 100  |
|                      |                    |               |         |      |
| Quelle: UK Parlament |                    |               |         |      |

### Parlamentswahl 1922
| Kandidaten           | Kandidaten         | Parteien               | Stimmen | %   |
| -------------------- | ------------------ | ---------------------- | ------- | --- |
|                      | David Lloyd George | National Liberal Party | –       | –   |
| Gesamt               | Gesamt             | Gesamt                 | 0       | 100 |
|                      |                    |                        |         |     |
| Quelle: UK Parlament |                    |                        |         |     |

### Parlamentswahl 1923
| Kandidaten           | Kandidaten               | Parteien       | Stimmen | %    |
| -------------------- | ------------------------ | -------------- | ------- | ---- |
|                      | David Lloyd George       | Liberal Party  | 12.499  | 63,1 |
|                      | Austin Ellis Lloyd Jones | Unionist Party | 7.323   | 36,9 |
| Gesamt               | Gesamt                   | Gesamt         | 19.822  | 100  |
|                      |                          |                |         |      |
| Quelle: UK Parlament |                          |                |         |      |

### Parlamentswahl 1924
| Kandidaten           | Kandidaten         | Parteien      | Stimmen | %    |
| -------------------- | ------------------ | ------------- | ------- | ---- |
|                      | David Lloyd George | Liberal Party | 16.058  | 82,5 |
|                      | Alfred Zimmern     | Labour Party  | 3.401   | 17,5 |
| Gesamt               | Gesamt             | Gesamt        | 19.459  | 100  |
|                      |                    |               |         |      |
| Quelle: UK Parlament |                    |               |         |      |

### Parlamentswahl 1929
| Kandidaten           | Kandidaten         | Parteien       | Stimmen | %    |
| -------------------- | ------------------ | -------------- | ------- | ---- |
|                      | David Lloyd George | Liberal Party  | 16.647  | 58,0 |
|                      | John Bowen Davies  | Unionist Party | 7.514   | 26,2 |
|                      | Thomas Ap Rhys     | Labour Party   | 4.536   | 15,8 |
| Gesamt               | Gesamt             | Gesamt         | 28.697  | 100  |
|                      |                    |                |         |      |
| Quelle: UK Parlament |                    |                |         |      |

### Parlamentswahl 1931
| Kandidaten           | Kandidaten         | Parteien           | Stimmen | %    |
| -------------------- | ------------------ | ------------------ | ------- | ---- |
|                      | David Lloyd George | Liberal Party      | 17.101  | 59,3 |
|                      | F.P. Gourlay       | Conservative Party | 11.714  | 40,7 |
| Gesamt               | Gesamt             | Gesamt             | 28.815  | 100  |
|                      |                    |                    |         |      |
| Quelle: UK Parlament |                    |                    |         |      |

### Parlamentswahl 1935
| Kandidaten           | Kandidaten         | Parteien           | Stimmen | %    |
| -------------------- | ------------------ | ------------------ | ------- | ---- |
|                      | David Lloyd George | Liberal Party      | 19.242  | 66,6 |
|                      | A.R.P. Du Cros     | Conservative Party | 9.633   | 33,4 |
| Gesamt               | Gesamt             | Gesamt             | 28.875  | 100  |
|                      |                    |                    |         |      |
| Quelle: UK Parlament |                    |                    |         |      |

### Nachwahl 1945
Die Wahl fand am 26. April statt.
| Kandidaten                                         | Kandidaten         | Parteien          | Stimmen | %    |
| -------------------------------------------------- | ------------------ | ----------------- | ------- | ---- |
|                                                    | Seaborne Davies    | Liberal Party     | 20.754  | 75,2 |
|                                                    | John Edward Daniel | Plaid Cymru       | 6.844   | 24,8 |
| Gesamt                                             | Gesamt             | Gesamt            | 27.598  | 100  |
|                                                    |                    |                   |         |      |
| Ungültige Stimmen                                  | Ungültige Stimmen  | Ungültige Stimmen | 19.312  | 41,2 |
| Wähler                                             | Wähler             | Wähler            | 46.910  | –    |
|                                                    |                    |                   |         |      |
| Quelle: F. W. S. Craig, Election Results 1918–1949 |                    |                   |         |      |

### Parlamentswahl 1945
| Kandidaten           | Kandidaten         | Parteien           | Stimmen | %    |
| -------------------- | ------------------ | ------------------ | ------- | ---- |
|                      | David Price-White  | Conservative Party | 11.432  | 32,9 |
|                      | Seaborne Davies    | Liberal Party      | 11.096  | 32,0 |
|                      | Elwyn Jones        | Labour Party       | 10.625  | 30,6 |
|                      | John Edward Daniel | Plaid Cymru        | 1.560   | 4,5  |
| Gesamt               | Gesamt             | Gesamt             | 34.713  | 100  |
|                      |                    |                    |         |      |
| Quelle: UK Parlament |                    |                    |         |      |

### Parlamentswahl 1950
| Kandidaten           | Kandidaten        | Parteien           | Stimmen | %    |
| -------------------- | ----------------- | ------------------ | ------- | ---- |
|                      | Goronwy Roberts   | Labour Party       | 18.369  | 49,2 |
|                      | Elwyn Rhys Thomas | Liberal Party      | 7.791   | 20,9 |
|                      | G. W. Williams    | Conservative Party | 6.315   | 16,9 |
|                      | John Edward Jones | Plaid Cymru        | 4.882   | 13,1 |
| Gesamt               | Gesamt            | Gesamt             | 37.357  | 100  |
|                      |                   |                    |         |      |
| Quelle: UK Parlament |                   |                    |         |      |

### Parlamentswahl 1951
| Kandidaten           | Kandidaten      | Parteien           | Stimmen | %    |
| -------------------- | --------------- | ------------------ | ------- | ---- |
|                      | Goronwy Roberts | Labour Party       | 22.375  | 62,4 |
|                      | John Davies     | Conservative Party | 13.479  | 37,6 |
| Gesamt               | Gesamt          | Gesamt             | 35.854  | 100  |
|                      |                 |                    |         |      |
| Quelle: UK Parlament |                 |                    |         |      |

### Parlamentswahl 1955
| Kandidaten           | Kandidaten          | Parteien           | Stimmen | %    |
| -------------------- | ------------------- | ------------------ | ------- | ---- |
|                      | Goronwy Roberts     | Labour Party       | 17.682  | 50,2 |
|                      | O. Meurig Roberts   | Conservative Party | 8.461   | 24,0 |
|                      | Robert Jones        | Plaid Cymru        | 5.815   | 16,5 |
|                      | D. Geraint Williams | Liberal Party      | 3.277   | 9,3  |
| Gesamt               | Gesamt              | Gesamt             | 35.235  | 100  |
|                      |                     |                    |         |      |
| Quelle: UK Parlament |                     |                    |         |      |

### Parlamentswahl 1959
| Kandidaten           | Kandidaten         | Parteien           | Stimmen | %    |
| -------------------- | ------------------ | ------------------ | ------- | ---- |
|                      | Goronwy Roberts    | Labour Party       | 17.506  | 50,9 |
|                      | Tom Hooson         | Conservative Party | 9.564   | 27,8 |
|                      | Dafydd Orwig Jones | Plaid Cymru        | 7.293   | 21,2 |
| Gesamt               | Gesamt             | Gesamt             | 34.363  | 100  |
|                      |                    |                    |         |      |
| Quelle: UK Parlament |                    |                    |         |      |

### Parlamentswahl 1964
| Kandidaten           | Kandidaten      | Parteien           | Stimmen | %    |
| -------------------- | --------------- | ------------------ | ------- | ---- |
|                      | Goronwy Roberts | Labour Party       | 17.777  | 54,4 |
|                      | Shelagh Roberts | Conservative Party | 7.915   | 24,2 |
|                      | Robert Jones    | Plaid Cymru        | 6.998   | 21,4 |
| Gesamt               | Gesamt          | Gesamt             | 32.690  | 100  |
|                      |                 |                    |         |      |
| Quelle: UK Parlament |                 |                    |         |      |

### Parlamentswahl 1966
| Kandidaten           | Kandidaten       | Parteien           | Stimmen | %    |
| -------------------- | ---------------- | ------------------ | ------- | ---- |
|                      | Goronwy Roberts  | Labour Party       | 17.650  | 56,1 |
|                      | Roger Prys       | Conservative Party | 6.972   | 22,2 |
|                      | Humphrey Roberts | Plaid Cymru        | 6.834   | 21,7 |
| Gesamt               | Gesamt           | Gesamt             | 31.456  | 100  |
|                      |                  |                    |         |      |
| Quelle: UK Parlament |                  |                    |         |      |

### Parlamentswahl 1970
| Kandidaten           | Kandidaten        | Parteien           | Stimmen | %    |
| -------------------- | ----------------- | ------------------ | ------- | ---- |
|                      | Goronwy Roberts   | Labour Party       | 13.627  | 39,0 |
|                      | Robyn Léwis       | Plaid Cymru        | 11.331  | 32,4 |
|                      | Kathleen J. Smith | Conservative Party | 7.812   | 22,3 |
|                      | John A. Williams  | Liberal Party      | 2.195   | 6,3  |
| Gesamt               | Gesamt            | Gesamt             | 34.965  | 100  |
|                      |                   |                    |         |      |
| Quelle: UK Parlament |                   |                    |         |      |

### Parlamentswahl Februar 1974
| Kandidaten           | Kandidaten          | Parteien           | Stimmen | %    |
| -------------------- | ------------------- | ------------------ | ------- | ---- |
|                      | Dafydd Wigley       | Plaid Cymru        | 14.103  | 40,5 |
|                      | Goronwy Roberts     | Labour Party       | 12.375  | 35,6 |
|                      | Tristan Garel-Jones | Conservative Party | 5.803   | 16,7 |
|                      | Gerald Hill David   | Liberal Party      | 2.506   | 7,2  |
| Gesamt               | Gesamt              | Gesamt             | 34.787  | 100  |
|                      |                     |                    |         |      |
| Quelle: UK Parlament |                     |                    |         |      |

### Parlamentswahl Oktober 1974
| Kandidaten           | Kandidaten        | Parteien           | Stimmen | %    |
| -------------------- | ----------------- | ------------------ | ------- | ---- |
|                      | Dafydd Wigley     | Plaid Cymru        | 14.624  | 42,5 |
|                      | Emlyn Sherrington | Labour Party       | 11.730  | 34,1 |
|                      | Robert Harvey     | Conservative Party | 4.325   | 12,6 |
|                      | Dewi Williams     | Liberal Party      | 3.690   | 10,7 |
| Gesamt               | Gesamt            | Gesamt             | 34.369  | 100  |
|                      |                   |                    |         |      |
| Quelle: UK Parlament |                   |                    |         |      |

### Parlamentswahl 1979
| Kandidaten           | Kandidaten    | Parteien           | Stimmen | %    |
| -------------------- | ------------- | ------------------ | ------- | ---- |
|                      | Dafydd Wigley | Plaid Cymru        | 17.420  | 49,7 |
|                      | Thomas Hughes | Labour Party       | 8.696   | 24,8 |
|                      | Jim Paice     | Conservative Party | 6.968   | 19,9 |
|                      | John Edwards  | Liberal Party      | 1.999   | 5,7  |
| Gesamt               | Gesamt        | Gesamt             | 35.083  | 100  |
|                      |               |                    |         |      |
| Quelle: UK Parlament |               |                    |         |      |

### Parlamentswahl 1983
| Kandidaten           | Kandidaten      | Parteien           | Stimmen | %    |
| -------------------- | --------------- | ------------------ | ------- | ---- |
|                      | Dafydd Wigley   | Plaid Cymru        | 18.308  | 52,7 |
|                      | Dennis Jones    | Conservative Party | 7.319   | 21,1 |
|                      | Betty Williams  | Labour Party       | 6.736   | 19,4 |
|                      | Owain Griffiths | Liberal Party      | 2.356   | 6,8  |
| Gesamt               | Gesamt          | Gesamt             | 34.719  | 100  |
|                      |                 |                    |         |      |
| Quelle: UK Parlament |                 |                    |         |      |

### Parlamentswahl 1987
| Kandidaten           | Kandidaten     | Parteien           | Stimmen | %    |
| -------------------- | -------------- | ------------------ | ------- | ---- |
|                      | Dafydd Wigley  | Plaid Cymru        | 20.338  | 57,1 |
|                      | Felix Aubel    | Conservative Party | 7.526   | 21,1 |
|                      | David Williams | Labour Party       | 5.652   | 15,9 |
|                      | John Parsons   | Liberal Party      | 2.103   | 5,9  |
| Gesamt               | Gesamt         | Gesamt             | 35.619  | 100  |
|                      |                |                    |         |      |
| Quelle: UK Parlament |                |                    |         |      |

### Parlamentswahl 1992
| Kandidaten           | Kandidaten        | Parteien           | Stimmen | %    |
| -------------------- | ----------------- | ------------------ | ------- | ---- |
|                      | Dafydd Wigley     | Plaid Cymru        | 21.439  | 59,0 |
|                      | Peter Fowler      | Conservative Party | 6.963   | 19,2 |
|                      | Sharon Mainwaring | Labour Party       | 5.641   | 15,5 |
|                      | Robert Williams   | Liberal Democrats  | 2.101   | 5,8  |
|                      | Gwyndaf Evans     | Natural Law Party  | 173     | 0,5  |
| Gesamt               | Gesamt            | Gesamt             | 36.317  | 100  |
|                      |                   |                    |         |      |
| Quelle: UK Parlament |                   |                    |         |      |

### Parlamentswahl 1997
| Kandidaten           | Kandidaten          | Parteien           | Stimmen | %    |
| -------------------- | ------------------- | ------------------ | ------- | ---- |
|                      | Dafydd Wigley       | Plaid Cymru        | 17.616  | 51,0 |
|                      | Eifion Wyn Williams | Labour Party       | 10.167  | 29,5 |
|                      | Elwyn Williams      | Conservative Party | 4.230   | 12,3 |
|                      | Mary Macqueen       | Liberal Democrats  | 1.686   | 4,9  |
|                      | Clive Collins       | Referendum Party   | 811     | 2,4  |
| Gesamt               | Gesamt              | Gesamt             | 34.510  | 100  |
|                      |                     |                    |         |      |
| Quelle: UK Parlament |                     |                    |         |      |

### Parlamentswahl 2001
| Kandidaten           | Kandidaten        | Parteien              | Stimmen | %    |
| -------------------- | ----------------- | --------------------- | ------- | ---- |
|                      | Hywel Williams    | Plaid Cymru           | 12.894  | 44,4 |
|                      | Martin Eaglestone | Labour Party          | 9.383   | 32,3 |
|                      | Bronwen Naish     | Conservative Party    | 4.403   | 15,2 |
|                      | Evan Ab-Owain     | Liberal Democrats     | 1.823   | 6,3  |
|                      | Ifor Lloyd        | UK Independence Party | 550     | 1,9  |
| Gesamt               | Gesamt            | Gesamt                | 29.053  | 100  |
|                      |                   |                       |         |      |
| Quelle: UK Parlament |                   |                       |         |      |

### Parlamentswahl 2005
| Kandidaten           | Kandidaten        | Parteien              | Stimmen | %    |
| -------------------- | ----------------- | --------------------- | ------- | ---- |
|                      | Hywel Williams    | Plaid Cymru           | 12.747  | 45,5 |
|                      | Martin Eaglestone | Labour Party          | 7.538   | 26,9 |
|                      | Evan Ab-Owain     | Liberal Democrats     | 3.508   | 12,5 |
|                      | Guy Opperman      | Conservative Party    | 3.483   | 12,4 |
|                      | Elwyn Williams    | UK Independence Party | 723     | 2,6  |
| Gesamt               | Gesamt            | Gesamt                | 27.999  | 100  |
|                      |                   |                       |         |      |
| Quelle: UK Parlament |                   |                       |         |      |